# کشتار (فیلم ۱۹۷۵)
کشتار (ایتالیایی: L'ammazzatina) یک فیلم کمدی سکسی سبک ایتالیایی به کارگردانی اینیاتسیو دولچه است که در سال ۱۹۷۵ منتشر شد.

## گزیدهٔ بازیگران
- پینو کاروسو
- پائولو کواترینی
- لئوپولدو تریئسته
- اریکا بلانک
- آندریا فریول
- کارین شوبرت
- ویتوریو کاپریولی
- تانو چیمارزا
- پوپو دِ لوکا
- جی‌جی آنجلیلو